# Саратовцева, Ирина Геннадьевна
Ирина Геннадьевна Саратовцева (род. 23 июля 1989, Алма-Ата, СССР) — казахстанская футболистка, вратарь. Выступала за сборную Казахстана.

## Биография
В составе «Алма-КТЖ» четырежды становилась чемпионом Казахстана.
В пермской «Звезде» она выступала в качестве резервного вратаря для замены Надежды Барановой.
Проиграв полгода в испанском чемпионате Ирина вернулась в Россию. В 2011 году её новым клубом стала воронежская «Энергия». Осенью 2012 года играла за клуб первой лиги России «Альфа» (Калининград).
В начале 2013 года Ирина вернулась в «Звезду-2005». После травм основного вратаря Екатерины Самсон и запасного вратаря Елены Кочневой, Ирина отыграла в сезоне 2013 года без замен, став обладательницей Кубка России и серебряным призёром первенства. Всего в российском чемпионате стала трёхкратной чемпионкой, дважды обладательницей серебряных медалей и бронзовым призёром. Трёхкратная обладательница Кубка России.
В 2016 году Ирина выступала за «Астану», заняв в чемпионате второе место.
С 2017 года работает в спортивной школе Олимпийского резерва № 8 главным тренером.